# Aristolochia pringlei
Aristolochia pringlei es una especie de planta herbácea perteneciente a la familia Aristolochiaceae.

## Taxonomía
Aristolochia pringlei fue descrita por Joseph Nelson Rose  y publicado en Contributions from the United States National Herbarium 8(1): 23. 1903.
Etimología
Aristolochia: nombre genérico que deriva de las palabras griegas aristos ( άριστος ) = "que es útil" y locheia ( λοχεία ) = "nacimiento", por su antiguo uso como ayuda en los partos.  Sin embargo, según Cicerón, estas plantas llevan el nombre de un tal "Aristolochos", que a partir de un sueño había aprendido a utilizarlas como un antídoto para las mordeduras de serpiente.

La aristoloquia se llamó ansí por parecer que a las mujeres socorría en el parto........La redonda tiene virtud contra todas las otras ponzoñas; mas la luenga resiste el daño de las serpientes y de cualquier veneno mortífero si se bebe una dracma della con vino y se aplica también por de fuera. Bebida con pimienta y con mirra expele el menstruo, las pares y la criatura del vientre; y lo mismo hace metida en la natura de la mujer. Pedacio Dioscórides Anazarbeo, acerca de la Materia Medicinal y de los venenos mortíferos. Andrés Laguna. 1566, Salamanca.

pringlei:, epíteto otorgado en honor del botánico Cyrus Guernsey Pringle.

## Nombre común
- Castellano: Guaco